# 볼바

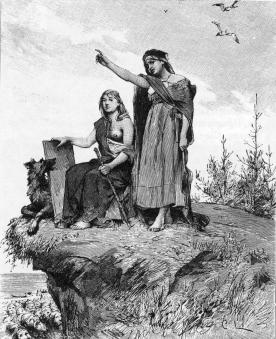

볼바(고대 노르드어: vǫlva, 아이슬란드어: völva)란 노르드 종교의 샤머니즘적 예언자들이다. 간단히 바이킹 족의 무당이라고 생각할 수 있다. 볼바는 세이드, 갈드, 스파 등의 무술(巫術)을 부렸으며, 이러한 능력을 가지고 있다고 여겨짐으로써 고대 노르드 사회에서 상당히 높은 사회적 지위를 차지했던 것으로 보인다. 〈무녀의 예언〉에서 신들의 왕 오딘이 볼바를 찾아가 자문을 구하며 한 수 굽혀주는 모습에서 그런 점을 확인할 수 있다.
볼바는 결코 무해한 존재가 아니었다. 여신들 중 마법에 가장 뛰어난 프레이야는 사랑의 여신이기만 한 것이 아니라 피와 죽음을 불러오며 비탄의 비명을 지르게 하는 신이기도 했다. 볼바는 프레이야가 신계인 아스가르드에서 하는 역할을 인간계 미드가르드에서 행한다고 여겨졌다.
바이킹 사회에서 볼바는 대개 나이든 여성이었으며, 일반적인 바이킹 여성들이 속박되어 있는 강력한 가족적 유대관계를 벗어난 존재였다. 볼바는 이 땅에서 저 땅으로 여행을 다녔으며, 젊은이들로 이루어진 수행원들이 그 뒤를 따랐다. 위기가 발생하면 볼바가 소환되었다. 볼바는 어마어마한 권위를 가지고 있었고, 자신의 임무에 대해 상당한 대가를 요구했다.
또한 많은 바이킹 귀족 여성들은 프레이야를 섬기고 미드가르드에서 프레이야 여신을 대변하고자 했다. 그들은 오딘을 귀감으로 삼고 발할라를 지상에 구현한 커다란 저택을 짓고 살던 바이킹 군벌들과 혼인했다. 부족의 안주인들은 그저 손님을 접대하는 일만 하는 것이 아니라 배우자가 전쟁에 나가 있을 때면 직조 도구를 마법적으로 조작하여 전투 행위를 내조했을 것으로 추측된다. 학자들은 이 여자들이 소극적으로 집에서 기다리기만 했다고 믿지 않는다. 고대 노르드 사회에서 마법적 행위가 행해졌다는 고고학적 발견물들이 존재한다. 대표적인 것이 〈창의 노래〉(Darraðarljóð)이다.
귀족 부인네와 볼바 사이에 어떤 명확한 구분을 짓기는 어렵다. 다만 고대 문헌에 나타난 볼바는 이곳저곳을 떠돌아다니며 자신의 영적 능력을 파는, 보다 전문직업적인 존재이다. 볼바는 귀족 부인보다 강력한 권위를 가지고 있었으나, 그들이 섬기는 군벌에게 종속된 처지라는 점에서는 같았다. 특정 군벌에게 소속된 상황에서라면 볼바의 신통력과 신뢰성이 그 권위를 결정지었다.

## 같이 보기
- 아홉 개의 세계

## 참고 자료
- Harrison, D. & Svensson, K. (2007): Vikingaliv. Fälth & Hässler, Värnamo. ISBN 978-91-27-35725-9
- Steinsland, G. & Meulengracht Sørensen, P. (1998): Människor och makter i vikingarnas värld. ISBN 91-7324-591-7